# Aerobryum longissimum
Aerobryum longissimum là một loài Rêu trong họ Meteoriaceae. Loài này được (Dozy & Molk.) Müll. Hal. mô tả khoa học đầu tiên năm 1876.